# 주젯다 대한민국 총영사관
주젯다 대한민국 총영사관(아랍어: القنصليه العامة لجمهورية كوريا بجدة – المملكة العربية السعودية)은 사우디아라비아 지다(젯다)에 위치한 대한민국 외교부 소속 총영사관이다. 이 공관은 사우디아라비아 서부에 위치한 메카주, 메디나주, 타부크주, 바하주, 아시르주, 지잔주를 관할한다.

## 역사
대한민국 정부는 1962년 10월 16일에 사우디아라비아와 외교 관계를 수립했다. 대한민국 정부는 1973년 3월 31일에 개정된 《재외공관의 명칭·위치 및 관할 구역에 관한 규정》(대통령령 제6619호)에 따라 사우디아라비아 지다에 대사관을 설립하기로 결정했다.
1984년 7월 28일에 사우디아라비아 정부가 자국 영내에 주재하는 모든 외국 대사관을 수도인 리야드로 이전할 것을 권고함에 따라 대한민국 정부도 1984년 7월 19일에 열린 국무회의를 통해 지다에 위치한 주사우디아라비아 대한민국 대사관을 리야드로 이전하기로 결정했다. 또한 1984년 7월 28일에 개정된 《재외공관의 명칭·위치 및 관할 구역에 관한 규정》(대통령령 제6619호)에 따라 주젯다 대한민국 총영사관이 1984년 9월에 정식 개관했다.
대한민국 정부는 1998년 6월 5일에 IMF 구제금융 체제의 여파로 인하여 주젯다 대한민국 총영사관을 폐쇄하기로 결정했다. 이에 따라 1998년 8월을 기해 주젯다 대한민국 총영사관이 폐쇄되었고 해당 공관에서 관할하던 업무가 주사우디아라비아 대한민국 대사관에 이관되었다. 그러다가 2007년 7월 19일에 개정된 《외교통상부와 그 소속 기관 직제》(대통령령 제20179호)에 따라 사우디아라비아 지다에 대한민국 총영사관을 다시 설립할 법적 근거가 마련되었고 2008년 1월에 주젯다 대한민국 총영사관이 재설립되었다.

## 같이 보기
- 주사우디아라비아 대한민국 대사관
- 대한민국의 재외공관 목록
- 주한 사우디아라비아 대사관